# Ligne de la vallée de la Sihl
La ligne de la vallée de la Sihl (en allemand Sihltalbahn) est une ligne de chemin de fer du canton de Zurich en Suisse. Longue de 17 km, elle relie la gare centrale de Zurich à la gare de Sihlbrugg via la vallée de la Sihl. Elle appartient à la compagnie Sihltal Zürich Uetliberg Bahn (SZU). Depuis 1990, elle fait partie du réseau express régional zurichois dont elle constitue la ligne S4. Depuis 2006, le S4 ne circule plus qu'entre la gare centrale de Zurich et Sihlwald. Le tronçon terminal entre Sihlwald et Sihlbrugg ne connaît que des circulations sporadiques, notamment des parcours historiques du Zürcher Museums-Bahn.

## Historique

### Les débuts

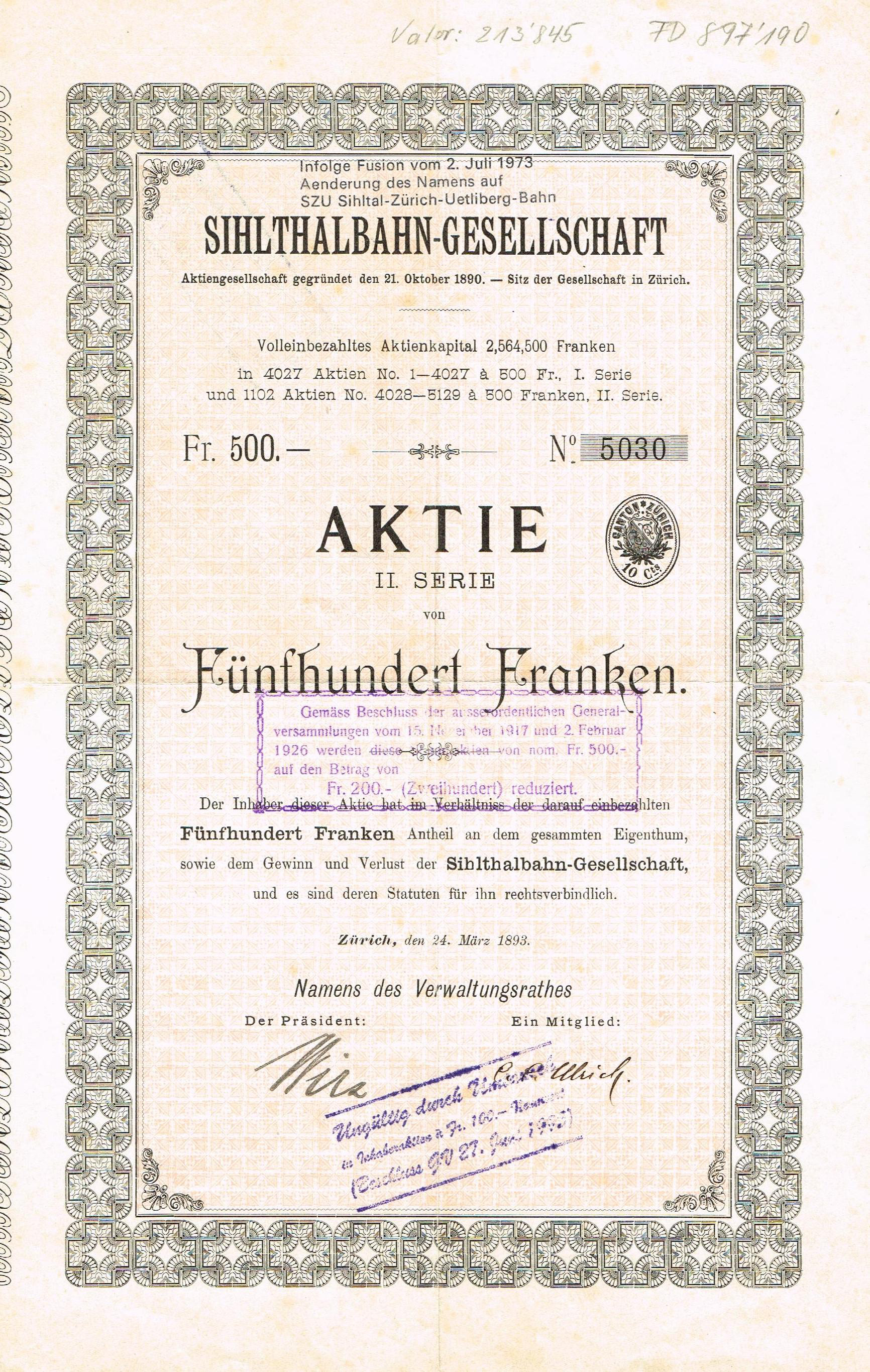
Action de la Sihlthalbahn Gesellschaft de 1893.

L'exploitation de la Sihltalbahn commence le 3 août 1892, entre la gare de Giesshübel dans l'ancienne commune de Wiedikon (désormais un quartier de Zurich) et la station de Sihlwald dans la commune de Horgen. Le train transporte une grande partie du bois extrait de la forêt de la vallée de la Sihl (Sihlwald). 
Les wagons de marchandises sont transférés à la Schweizerische Nordostbahn (NOB) à la gare de Giesshübel, via un raccordement Giesshübel - Wiedikon ouvert le 1er décembre 1892, et acheminés à la gare de marchandises de Zurich. Les trains de voyageurs, quant à eux, empruntent le tronçon Giesshübel - Selnau de la ligne de l'Uetliberg, ouverte en 1875 et mise en double voie.
Cinq ans après, le 1er juin 1897, la NOB ouvre sa ligne d'accès au chemin de fer du Gotthard, via Zoug. Cette ligne traverse la vallée de la Sihl près de Sihlbrugg, une zone du canton de Zurich encore peu peuplée de nos jours. La Sihltalbahn est alors prolongée jusqu'à la ligne de la NOB à Sihlbrugg afin de lui offrir un deuxième raccordement. Le trajet entre Wiedikon et Sihlbrugg peut alors s'effectuer soit par la Sihltalbahn, soit par la ligne de la NOB, au bord du lac de Zurich via Thalwil et le tunnel du Zimmerberg. La gare de Sihlbrugg est située en pleine campagne, seul un tout petit hameau se constitue autour de la gare, portant le nom de Sihlbrugg Station (gare de Sihlbrugg).
En 1924, la ligne est électrifiée en courant alternatif 15 kV 16 ²⁄₃ Hz. La section entre Selnau et Giesshübel étant partagée avec le chemin de fer de l'Uetliberg alimenté en courant continu, deux lignes caténaires sont installées, et le pantographe du matériel en courant continu est décalé latéralement.
Avec la mise en tranchée et en souterrain de la ligne Zurich - Wiedikon - Enge en 1927, le raccordement de Wiedikon (voir ci-après) est déplacé en tunnel et électrifié. Le tunnel débouche sur la voie 3 de la gare de Wiedikon.
La compagnie de la Sihltalbahn est chargée dès 1932 de l'exploitation de la ligne de l'Uetliberg qui appartient alors à la ville de Zurich. Les deux compagnies fusionnent au 1er janvier 1973 pour former la Sihltal Zürich Uetliberg Bahn (SZU).

### Intégration au réseau express régional zurichois

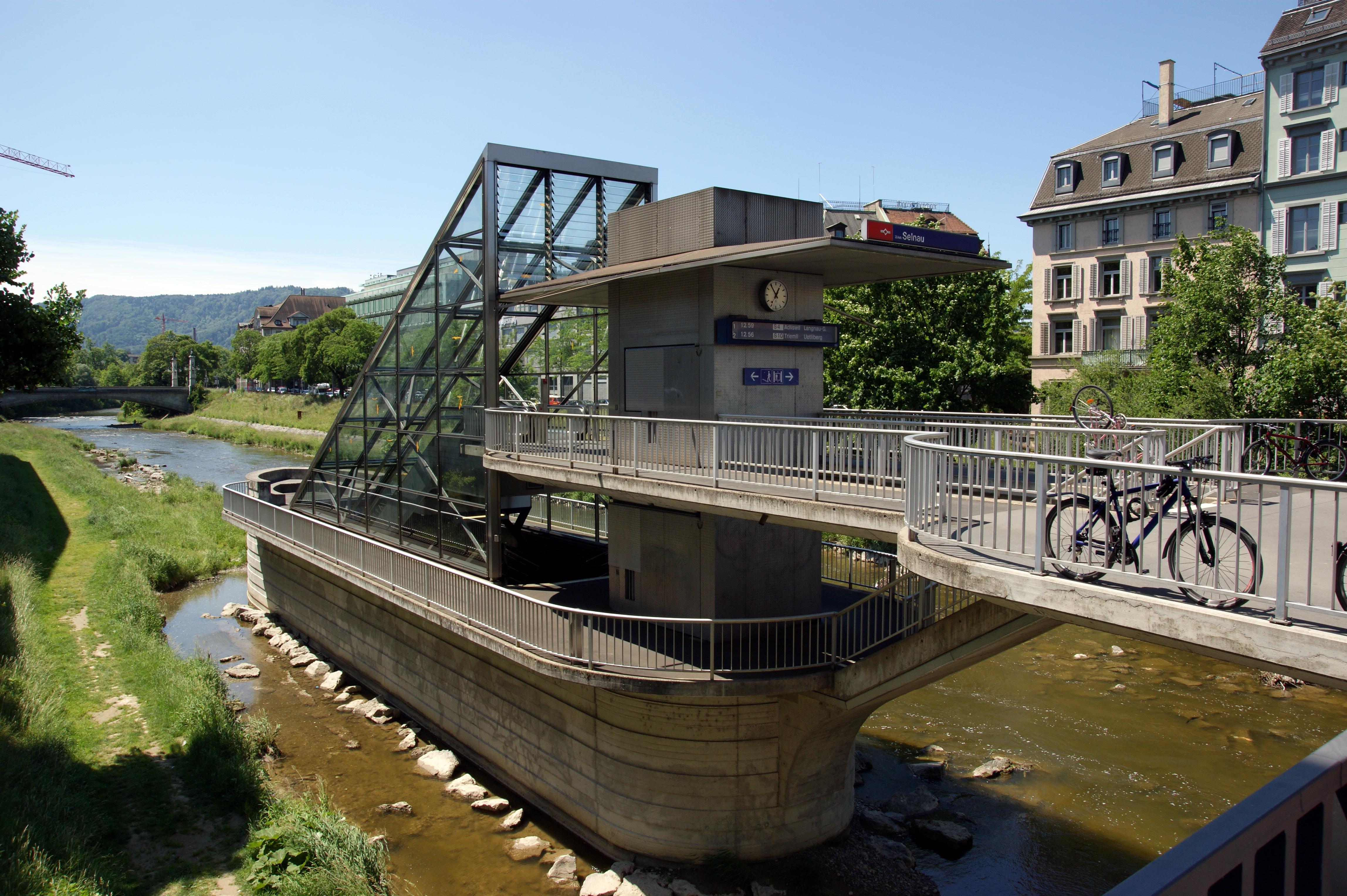
Structure d'accès à la gare de Selnau, qui se trouve sous la rivière Sihl.

Lors de la création du réseau express régional zurichois en 1990, la ligne de la vallée de la Sihl est prolongée de la gare de Selnau à la gare centrale de Zurich. La gare de surface de Selnau est remplacée par une gare souterraine sous la Sihl (côté rive droite, le côté gauche étant réservé à la Sihltiefstrasse, une autoroute urbaine qui serait construite sous la Sihl pour traverser Zurich). La ligne poursuit son tracé à double voie sous la Sihl jusqu'à la gare centrale où elle dispose d'une station souterraine construite à l'origine pour le projet avorté de métro de Zurich. Le trajet Zurich - Sihlbrugg devient alors la ligne S4 du RER.
À partir du 9 décembre 2006, la desserte voyageurs est limitée à Sihlwald et n'atteint plus Sihlbrugg. Ce changement a pour objectif de renforcer les dessertes de la ligne S4 (un train toutes les dix minutes dans chaque sens aux heures de pointe).

## Description de la ligne

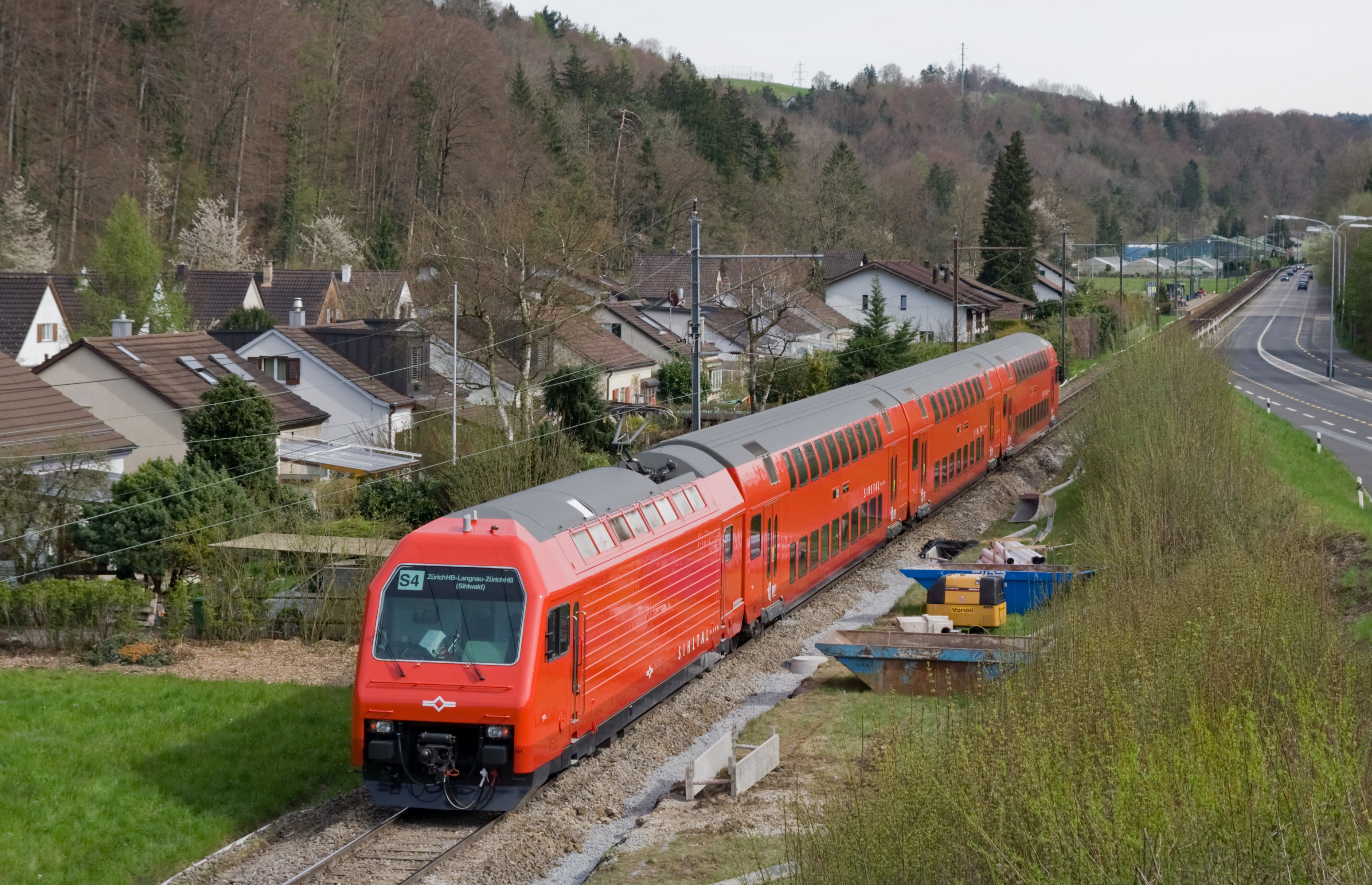
Locomotive Re 450 et rame DPZ à l'approche de l'arrêt Wildpark-Höfli.

La ligne part de la gare souterraine de la SZU à la gare centrale de Zurich. Il s'agit d'un terminus : il n'existe aucun raccordement ferroviaire avec d'autres voies. À partir de là, la ligne se dirige à double voie et en tunnel vers la gare souterraine de Selnau. Comme ce tronçon n'existait pas au départ, le point kilométrique 0 était situé à Selnau. Les points kilométriques négatifs n'étant pas utilisés, ce tronçon a donc été numéroté arbitrairement entre les points kilométriques 90,000 (Zurich) et 91,040 (Selnau). Le point kilométrique 91,040 est également le point kilométrique 0, et à partir de Selnau la numérotation est classique.
Toujours à double voie, la ligne sort du souterrain de la gare de Selnau par une pente sévère de 50 mm/m et rejoint la gare de Giesshübel où se trouvent les ateliers, les voies de garage et le siège de la SZU. Elle dessert ensuite l'arrêt de Saalsporthalle Sihlcity puis Brunau. Peu après la station de Brunau, la ligne passe en simple voie. Elle dessert les stations de Manegg et Leimbach. La voie sort alors de la ville de Zurich et dessert successivement Adliswil (stations Sood Oberleimbach, Adliswil, Sihlau) et Langnau am Albis (stations de Wildpark-Höfli et Langnau-Gattikon). Avec une cadence réduite, elle dessert ensuite le terminus voyageurs de Sihlwald (centre d'accueil des visiteurs du parc naturel de Zurich) sur la commune de Horgen.
Au-delà de Sihlwald, la ligne rejoint la gare de Sihlbrugg où elle se raccorde avec la ligne CFF Zurich - Horgen - Zoug. Ce tronçon n'est plus ouvert aux voyageurs, mais il est toujours entretenu car il est utilisé sporadiquement. Notamment, l'association historique Zürcher Museums-Bahn y fait circuler à la belle saison des trains touristiques. En 2015, ce tronçon a également été utilisé pour dévier le trafic de la ligne CFF principale Zurich - Horgen - Zoug pendant un week-end alors que le tunnel du Zimmerberg était en travaux.
De 2022 à 2026, les travaux de mise à double voie du tronçon Brunau-Hocklerbrucke - Leimbach Sud seront également effectués.

### Raccordement de Wiedikon (Manessetunnel)

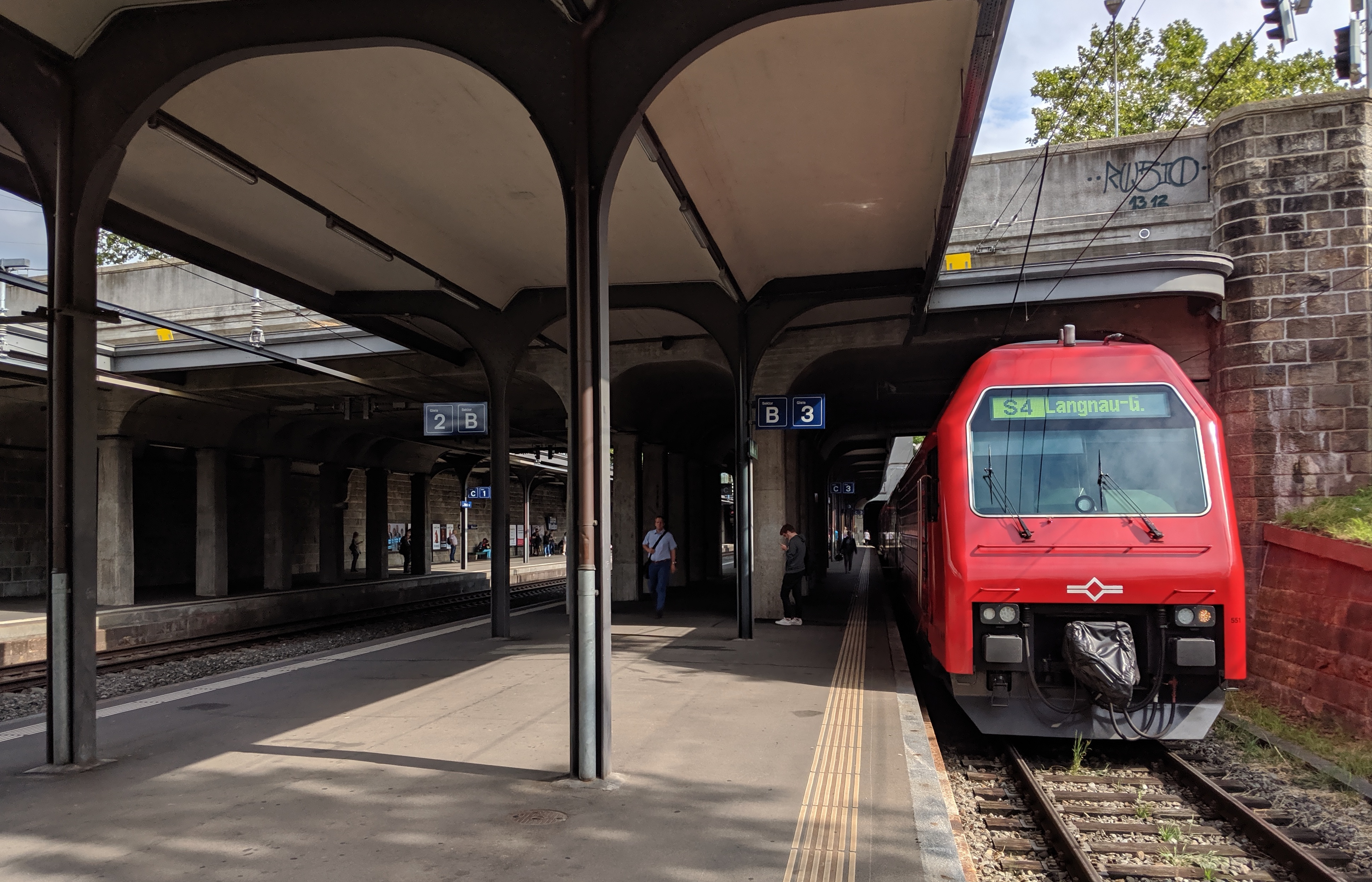
À l'été 2019, une rame du S4 dessert exceptionnellement la gare de Wiedikon, avant de s'engager dans le Manessetunnel.

Le raccordement entre Giesshübel et Wiedikon connecte la Sihltalbahn en un deuxième point au réseau CFF. Il est principalement utilisé pour des acheminements de matériel. Il constitue également le terminus zurichois des circulations historiques du Zürcher Museums-Bahn. En 2015, il a servi à la déviation des circulations voyageurs CFF mentionnée ci-dessus. À l'été 2019, lors de travaux dans le tunnel de Selnau, la gare de Wiedikon a constitué exceptionnellement le terminus des trains de « renfort » de la ligne S4 aux heures de pointe. C'était la première fois que la gare de Wiedikon accueillait un trafic voyageurs de la Sihltalbahn.

## Dessertes
Sur le tronçon Zurich - Langnau-Gattikon, la ligne est parcourue tous les jours par un train dans chaque sens toutes les 20 minutes entre environ 5 heures et 0h30 le lendemain. Aux heures de pointe (environ 6h - 8h30 et 16h-19h30 en semaine), des trains de « renfort » portent la fréquence à un train toutes les 10 minutes dans chaque sens. Ces trains de « renfort » ne desservent cependant pas les arrêts de Sihlau et Wildpark-Höfli.
La nuit des vendredis et samedis, ainsi que pour certaines fêtes, la ligne nocturne SN4 reprend la desserte du S4 de Zurich à Langnau-Gattikon, avec un train par heure pendant l'interruption nocturne habituelle du trafic.
Un train par heure parcourt le tronçon Langnau-Gattikon - Sihlwald.
Entre avril et octobre, le Zürcher Museums-Bahn organise des circulations de matériel ancien entre Wiedikon et Sihlbrugg, à vapeur ou à traction électrique.